# Dead Plane
Albums de No Age
Get Hurt
(2007) Sick People Are Safe
(2007)
Dead Plane est le deuxième EP du groupe No Age, sorti en 2007 sur le label Teenage Teardrops, uniquement en vinyle 12″.
L'édition en a été limitée à 500 exemplaires, 400 avec un pressage de couleur bleue et 100 avec un pressage de couleur beige. Les 500 exemplaires, mis à la vente depuis le site internet de Teenage Teardrops, ont tous été vendus.
Il fait partie d'une série de trois EP sortis le même jour, le 26 mars 2007 par No Age sur trois labels différents : celui-ci sur Teenage Teardrops, Get Hurt sur Upset the Rhythm et Sick People Are Safe sur Deleted Art.

## Liste des titres

### Face A
1. Dead Plane
2. Goat Hurt

### Face B
1. Never Not Beaten
2. You Is My Hot Rabbit